# ホルミズド1世
ホルミズド1世（Hormizd I,ホルミズド・アルダシール, ? - 271年6月または273年?）は、サーサーン朝ペルシア帝国の君主（シャーハーンシャー、在位：272年? - 273年もしくは270年5月? - 271年6月?）。シャープール1世の息子で、ホラーサーンの統治を任されていた。ギリシア語年代記では Ώρμισδης / Hōrmisdēs として表れ、タバリーをはじめとするアラビア語文献では「フルムズ」（هرمز Hurmuz）、近世ペルシア語では「ホルミズド」「ホルムズド」（ هرمزد hormuzd /hormizd）と呼ばれているが、中期ペルシア語（パフラヴィー語）では「オ（ー）フルマズド」（'wḥrmzdy / Ōhrmazd /Ohrmazd）という。「オ（ー）フルマズド」とは中期ペルシア語で「アフラ・マズダー」神のことを言う。

## 家族
ホルミズドはシャープール1世の三男。伝承によるとホルミズドの母親はパルティアのミフラク（ミフラグ）の娘だった。2人の兄はバハラーム1世とシャープール・メシャンシャーであり、弟にはナルセ1世がいた。また、姉妹にAdur-AnahidとShapurdukhtakがいた。祖父はサーサーン朝の創始者であるアルダシール1世だった。アルダシール1世は224年にホルミズダガンの戦いで最後のパルティア王アルタバノス4世を倒し、サーサーン朝はイランの主権をパルティアより奪いとった。

## 概要
ローマ帝国側の戦争記録、『ローマ皇帝群像』（Historia Augusta）にもホルミズドの名前は登場している。アルメニアのペルシア総督でシャープール1世がローマからアンティオキアを奪取する際に重要な役割を果たした。このときの活躍によって「勇敢なるホルミズド」という異名を持つようになった。
サーサーン朝末期頃に編纂されたと思しきパフラヴィー語文書『パーパグの子アルダフシールの行伝』（Kārnāmag ī Ardaχšīr ī Pāpagān）に残されている、ペルシアの伝統と歴史の中のアルダシール1世の箇所には、ホルミズド1世はアバルサース（不詳）の王ミフラグ（Mihrak/Mihrag < Miθrak）の娘の間に生まれたとある。ミフラグはペルシアの君主で、その一族はアルダシール1世に滅ぼされた。マゴス神官（マギ）が彼にミフラグの血統を絶やさねばいつかまたペルシアを復興させてしまうだろうと予言したからだった。（下記のタバリーの『諸使徒と諸王の歴史』では占星術師たち（munajjimān）が「ミフラクの後裔が汝の王国を手にするだろう」と言ったとしている）
この娘だけが農夫の手によって守られていた。シャープール1世は彼女と出会い、妻とした。ホルミズド1世はしばらくしてアルダシール1世に認められた。また9世紀から10世紀前半に活躍したアッバース朝を代表する歴史家タバリーの主著『諸使徒と諸王の歴史』（Ta'rīkh al-Rusul wa al-Mulūk）の中にも一部このようなものが残されており、この伝説の中では、シャープール1世の大征服はホルミズド1世に書き換えられている。（10世紀のバルアミーによる『諸使徒と諸王の歴史』のペルシア語訳本である『タバリー史』によると、ミフラクの娘は10歳の時にアルダシールから逃れてある羊飼いのもとに匿われたもので、この羊飼いのテントで彼の妻と一緒に養育されていたと言う。容姿も美しく成長したこの娘は、15年後、狩りに出て偶々この老羊飼いのテントの近くを訪れたシャープールにみそめられ、シャープールは金銀の結納で着飾らせて自らの妻となし、このミフラクの娘との間にホルミズドを儲けたという）しかし実際にホルミズド1世が統治した期間は、わずか1年と10日に過ぎない。